# Jamina Roberts
Jamina Caroline Roberts (nascida em 28 de maio de 1990) é uma handebolista sueca, filha de pai arubiano e de mãe sueca.

## Carreira
Atua como armadora esquerda e joga pelo clube IK Sävehof.
Foi medalha de prata no Campeonato Europeu de Handebol Feminino de 2010 e bronze em 2014.

### Rio 2016
Integrou a seleção sueca feminina que terminou na sétima colocação no handebol dos Jogos Olímpicos de Verão de 2016, realizados no Rio de Janeiro, Brasil.

## Conquistas
- Trofeul Carpati: 
  - Campeã: 2015